# 八腕總目
八腕總目（學名：Octopodiformes）是頭足綱蛸亞綱新蛸下綱之下的一類軟體動物，與蛸亞綱的其他分類一樣，八腕總目的物種同樣有10隻觸手，但不同物種的第二對手臂有不同的改變，如幽靈蛸目的演變成為感應絲狀物，而八腕目（即一般所說的章魚）的已完全退化，只剩下八個。八腕總目內部分為八腕目（即章魚目）和幽靈蛸目兩大類，而新蛸下綱的另一大分類是十腕總目。

## 分類
- 頭足綱 
  - 鸚鵡螺亞綱 
  - 菊石亞綱  †
  - 蛸亞綱 
    - 十腕總目 
    - 八腕總目 
      - 粗沙鳞科  †  地位未定 
      - 幽靈蛸目 Vampyromorphida ：吸血烏賊
      - 八腕目 Octopoda 
        - Genus †Keuppia  地位未定 
        - †古蛸屬 Palaeoctopus  地位未定 
        - Genus †Paleocirroteuthis  地位未定 
        - †波爾蛸屬 Pohlsepia  地位未定 
        - †前蛸屬 Proteroctopus  地位未定 
        - Genus †Styletoctopus  地位未定 
        - †握腕蛸属 Syllipsimopodi： 地位未定 
        - 有翅亞目 Cirrina ：有肉鰭的深海章魚
          - 面蛸科 Opisthoteuthidae ：雨傘章魚
          - 鬚蛸科 Cirroteuthidae
          - 十字蛸科 Stauroteuthis
          - 鬚面蛸科 Cirroctopodidae

        - 無翅亞目 Incirrina 
          - 水母蛸科 Amphitretidae   地位未定 ：望遠鏡章魚
          - 單盤蛸科 Bolitaenidae   地位未定 ：凝膠章魚
          - 章魚科 Octopodidae   地位未定 ：住在海底的章魚

        - 玻璃蛸科 Vitreledonellidae   地位未定 ：玻璃章魚
          - 船蛸總科 Argonautoida 
            - 異夫蛸科 Alloposidae ：七腕章魚
            - 船蛸科 Argonautidae ：船蛸、紙鸚鵡螺
            - 快蛸科 Ocythoidae ：瘤狀遠洋章魚
            - 水孔蛸科 Tremoctopodidae ：毛毯章魚

## 外部連結
- Tree of Life web project: Octopodiformes （页面存档备份，存于）